# Ząbie
Ząbie (deutsch Sombien) ist ein kleines Dorf in der polnischen Woiwodschaft Ermland-Masuren. Es gehört zur Gmina Olsztynek (Stadt- und Landgemeinde Hohenstein i. Ostpr.) im Powiat Olsztyński (Kreis Allenstein).

## Geographische Lage
Ząbie liegt südlich des kleinen Jezioro Ząbskie im Südwesten der Woiwodschaft Ermland-Masuren, 26 Kilometer südlich der Kreisstadt Olsztyn (deutsch Allenstein).

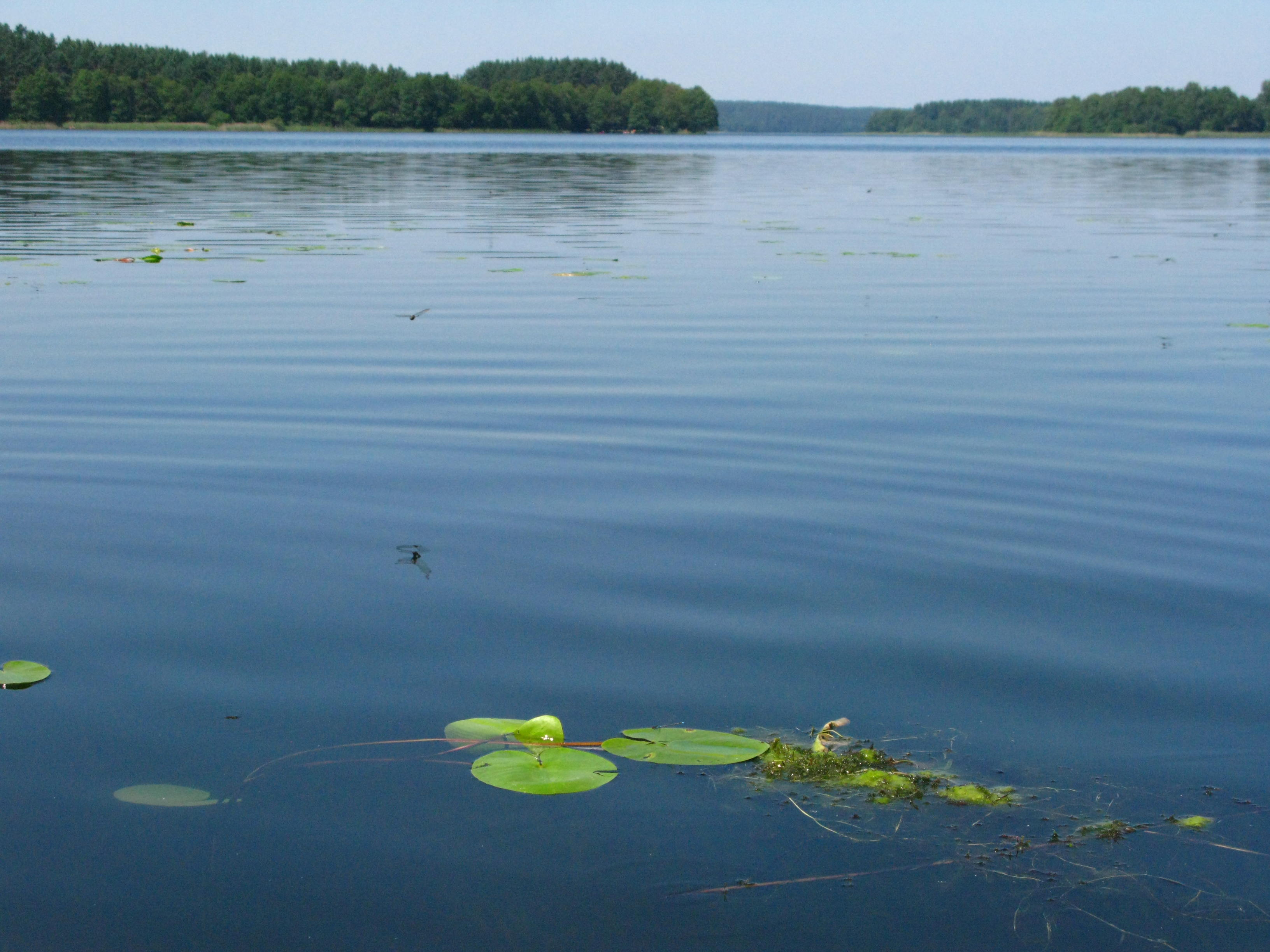
Blick auf den Jezioro Łańskie (Lansker See) nordöstlich von Ząbie

|  |

## Geschichte
Das Gründungsjahr des kleinen Dorfs Sombien ist 1374: Am 26. Januar 1374 gründen die beiden Prußen Claus und Jacob Czamen es als Bienendorf mit sechs freien Hufen. 1785 erscheint der Ort als königliches Bauerndorf im Hauptamt Allenstein im Kreis Heilsberg, 1818 als ebensolches im Amt Allenstein im Kreis Allenstein.
Zwischen 1874 und 1945 gehört Sombien zum Amtsbezirk Plautzig im ostpreußischen Kreis Allenstein. Die Einwohnerzahl belief sich 1910 auf 176, 1933 auf 165 und 1939 auf 153.
Aufgrund der Bestimmungen des Versailler Vertrags stimmte die Bevölkerung in den Volksabstimmungen in Ost- und Westpreußen am 11. Juli 1920 über die weitere staatliche Zugehörigkeit zu Ostpreußen (und damit zu Deutschland) oder den Anschluss an Polen ab. In Sombien stimmten 100 Einwohner für den Verbleib bei Ostpreußen, auf Polen entfielen keine Stimmen.
Mit dem gesamten südlichen Ostpreußen wurde Sombien 1945 in Kriegsfolge an Polen überstellt. Das Dorf erhielt die polnische Namensform „Ząbie“. Heute bildet es zusammen mit dem Nachbarort Kurki (Kurken) das Schulzenamt (polnisch Sołectwo) Kurki-Ząbie innerhalb der Stadt- und Landgemeinde Olsztynek (Hohenstein i. Ostpr.) im Powiat Olsztyński (Kreis Allenstein), bis 1998 der Woiwodschaft Olsztyn, seither der Woiwodschaft Ermland-Masuren (mit Sitz in Olsztyn (Allenstein)) zugehörig.

## Kirche

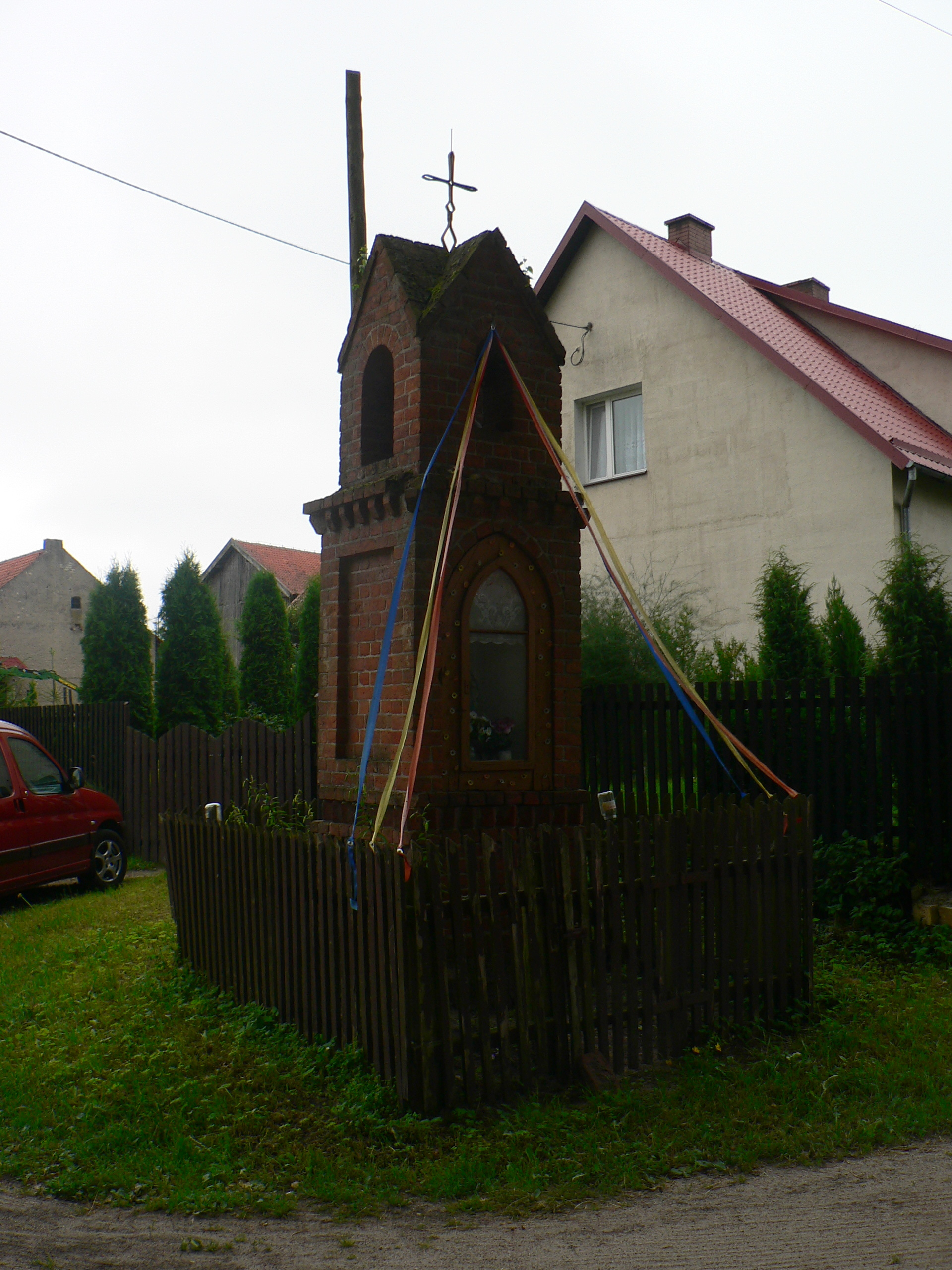
Bildstock in Ząbie

Bis 1945 war Sombien in die evangelische Kirche Kurken in der Kirchenprovinz Ostpreußen der Kirche der Altpreußischen Union, außerdem in die römisch-katholische Kirche Wuttrienen (polnisch Butryny), ab 1912 in die Kirche Nußtal eingepfarrt.
Heute gehört Ząbie zur evangelischen Kirchengemeinde Olsztynek, einer Filialgemeinde der Christus-Erlöser-Kirche Olsztyn in der Diözese Masuren der Evangelisch-Augsburgischen Kirche in Polen, außerdem zur katholischen Kirche Orzechowo im Erzbistum Ermland.

## Verkehr
Ząbie ist über eine Nebenstraße zu erreichen, die bei Kurki (Kurken) von der Landesstraße 58 abzweigt und direkt in den Ort führt. Eine Anbindung an den Bahnverkehr existiert nicht.